# Rio Amandaú
O rio Amandaú é um curso de água do estado do Rio Grande do Sul. Tem sua nascente principal situada no município de Senador Salgado Filho. O rio foi, inclusive, utilizado para delimitar o território do município em sua fundação, datada em dezembro de 1995.
Em 30 de setembro de 2014, um ônibus deslizou ao fazer a travessia do rio através de uma ponte. Na ocasião, três pessoas permaneceram dentro do veículo ilhado pelas águas, que foram resgatadas posteriormente.